# Přijď království Tvé
Přijď království Tvé s podtitulem Nezaměstnaní (op. 50) je šestinotónová opera o třech dějstvích a sedmi obrazech českého skladatele Aloise Háby na libreto, které napsal skladatel spolu s režisérem Ferdinandem Pujmanem. Vznikla v letech 1939–1942, poprvé však byla provedena až v Ostravě 24. června 2018.

## Vznik a historie
Ihned po dokončení a následném provedení Hábovy první opery Matka začal skladatel skicovat novou operu; jejím tématem byla jednak právě vrcholící velká hospodářská krize a její důsledek, masová nezaměstnanost, jednak antroposofické učení, které Hába od počátku 20. let 20. století zastával a které mělo na aktuální i obecné problémy nové společnosti nabízet řešení. Opera pod názvem Nezaměstnaní měla být stejně jako Matka ve čtvrttónovém systému a byla rozvržena do dvou dějství a šesti obrazů. Hába napsal předehru a dal jí opusové číslo 39 (jež však následně přiřadil Čtyřem moderním tancům pro klavír), ale pak práci na této opeře přerušil ve prospěch jiného projektu – opery Nová země podle novely Fjodora Gladkova. Tuto operu Hába dokončil roku 1936, ale úsilí o její uvedení, které bylo původně Národním divadlem přislíbeno, bylo nakonec bezvýsledné a Hábu značně zklamalo.
V té době se vrátil ke svému dřívějšímu projektu, se dvěma závažnými změnami. Název nové opery na návrh své známé, antroposofické spisovatelky Marie Ježkové (1872–1951), změnil na Přijď království Tvé, zatímco Nezaměstnaní zůstalo jako podtitul; současně s tím libreto doznalo změn odrážejících Hábovu deziluzi ze společenského vývoje. Závažná je i změna ze čtvrttónového systému na šestinotónový. Operu, k níž si libreto napsal sám a nechal je (stejně jako v případě Matky a Nové země) upravit Ferdinandem Pujmanem, komponoval Alois Hába v letech 1939–1942. Současně pracoval na svém zásadním teoretickém díle, Nauka o harmonii diatonického, chromatického, ¼-, ⅓- a ⅙tónového systému, a tato praktická i teoretická práce se navzájem obohacovaly.
Přijď království Tvé pokračuje v sociální tematice Nové země, vidí v kapitalismu – ale též v technickém pokroku – vykořisťující a války vyvolávající systém, jejž je třeba zničit v třídním boji, oproti konkrétnímu řešení ve vládě sovětů však nabízí nutnost všeobecného lidského prozření a vytvoření Kristova království na zemi. Děj nové opery je, v příkrém kontrastu k naturalistické Nové zemi, ryze symbolický. Základní námět Hába popsal takto: „Libreto šestinotónové opery Přijď království Tvé, jehož jsem autorem, se zabývá krizí, která vylučuje člověka z běžného života. Teprve když se člověk osvobodí z denního shonu, má čas přemýšlet sám o sobě, o vlastním osudu a o smyslu života. Základní podmínky harmonického života na zemi jsou podle Rudolfa Steinera naplněny teprve tehdy, když jsou tři ideály francouzské revoluce – rovnost, volnost, bratrství – přeneseny do odpovídajících životních oblastí; a sice volnost v duchovním životě, rovnost před právem a bratrství v hospodářských otázkách. Tyto snahy začínají ve 20. století získávat na celosvětovém významu.“
Přijď království Tvé lze považovat i za Hábovu odpověď na operu Pád Antikristův Viktora Ullmanna, kterou Hába znal a napsal o ní roku 1937 i studii do časopisu Antroposofické společnosti Goetheanum. Oběma dílů je společné, že pomocí symbolických postav a dějů řeší antroposofické téma ideálního uspořádání lidské společnosti. Optimistický závěr Ullmannovy opery, v níž Umělec vítězí nad Antikristem, však v Hábově opeře nenastává: zde je postava Autora na konci bezradná a bezmocná, vládne skepse a řešení problémů, které opera předkládá, je odloženo do daleké budoucnosti.
Přijď království Tvé je jediná opera v dějinách hudby napsaná v šestinotónovém systému. Je otázka, zda Hába počítal s jejím faktickým uvedením; na rozdíl od Nové země nejsou dochovány žádné doklady, že by se o to někdy pokoušel, dal však partituru brzy po dohotovení vydat ve vydavatelství Nototisk Paul Praha. Problematické se – s ohledem na zkušenosti s inscenováním čtvrttónové Matky – jeví zejména možnost pěveckého zvládnutí partitury se šestinotónovými nuancemi. Hába přitom v době kompozice opery neměl zkušenosti s vokálními skladbami v tomto systému, jen se skladbami instrumentálními (smyčcový kvartet č. 5 z roku 1923, suita pro šestinotónové harmonium nebo smyčcový kvartet z roku 1928, duo pro dvoje housle z roku 1937). Z hlediska instrumentace jsou požadavky realistické, k provedení je třeba šestinotónové harmonium, jež pro Hábu postavila firma August Förster, jinak však žádné speciální nástroje: jen standardní smyčcové nástroje, tři harfy naladěné v šestinotónovém odstupu a pozouny.
Nemalou překážkou uvedení je i libreto, jednak svým dobově podmíněným sociálním a filosofickým námětem, jednak vnitřními slabinami: rozdrobenou dramaturgickou strukturou, nepřítomností psychologicky propracovanějších postav (všechny jsou především symbolickými zástupci své třídy), až plakátovou tendenčností na jedné straně a přetížením obtížně srozumitelnými symboly, dlouhými filosofickými monology i rozpačitým, bezradným závěrem.
I když tato opera vznikla v době druhé světové války, nelze podle hudební vědkyně Vlasty Reittererové vykládat Nezaměstnané jako dílo vyjadřující Hábův postoj k válce a německé okupaci, ale spíše jako plod vnitřní emigrace, úniku před děním venku. „Měla-li však opera skutečně představovat Hábův umělecký protest, adresovaný veřejnosti, složil by ji v půltónech a jeho libreto by hovořilo jasnými slovy, nikoli složitými symboly.“
Opera byla poprvé provedena až s velkým odstupem, a to v poloscénickém provedení v Ostravě, v Divadle Jiřího Myrona, dne 24. června 2018 v rámci čtvrtého ročníku festivalu Dny nové opery Ostrava.

## Osoby a první obsazení

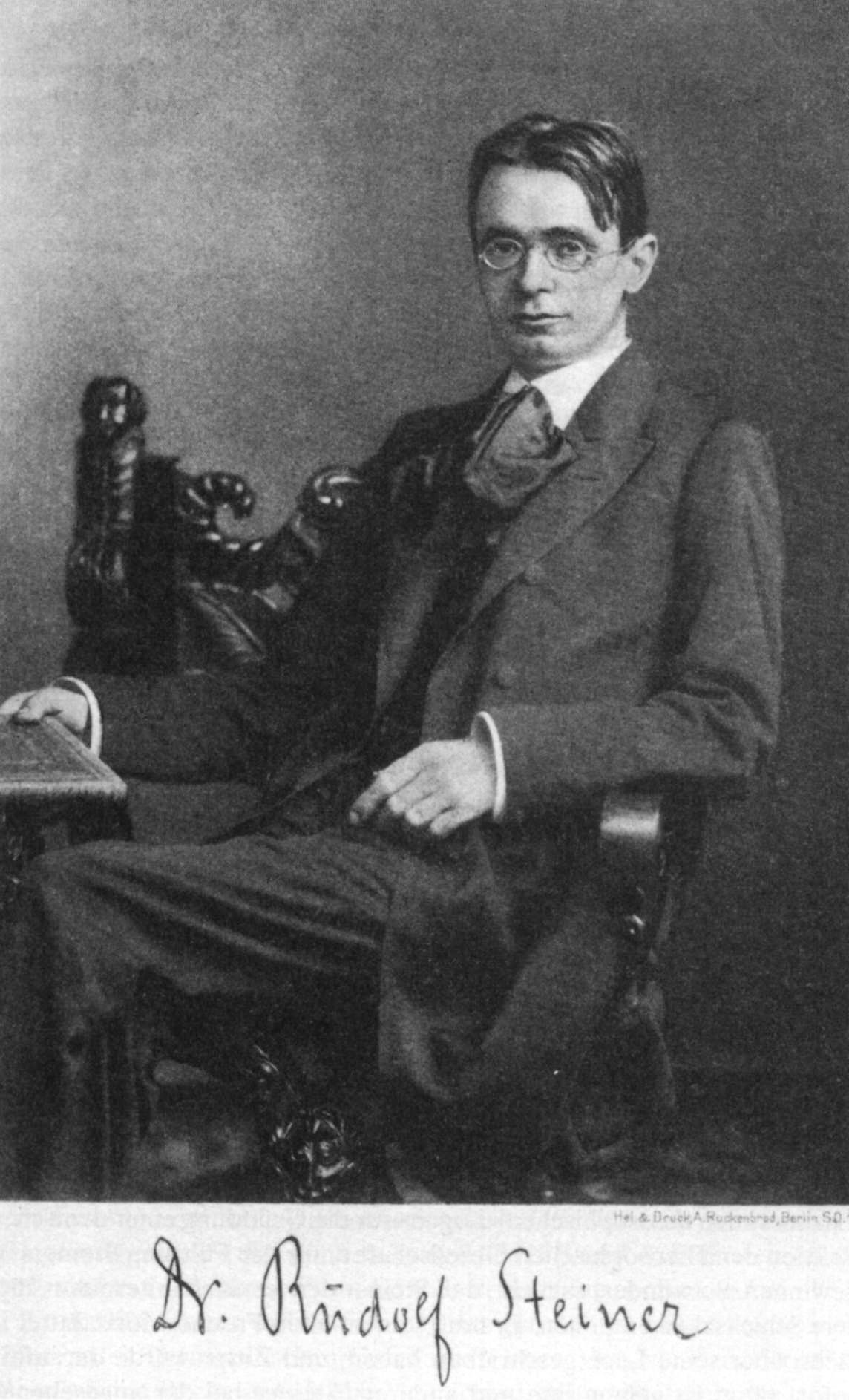
Rudolf Steiner, zakladatel antroposofie, fotografie z roku 1900

| osoba                               | hlasový obor | premiéra (24. května 2018) |
| ----------------------------------- | ------------ | -------------------------- |
| Mladík                              | tenor        | Filip Kasztura             |
| První dělník                        | tenor        | Jiří Halama                |
| Druhý dělník                        | baryton      | Petr Němec                 |
| Třetí dělník                        | bas          | Emil Ondruš                |
| Čtvrtý dělník                       | baryton      | Tomáš Pícha                |
| Pátý dělník                         | bas          | Tomáš Pícha                |
| Intelektuál                         | tenor        | Marek Olbrzymek            |
| Písmák                              | baryton      | Vojtěch Šembera            |
| První důvěrník                      | tenor        | Juraj Nociar               |
| Druhý důvěrník                      | baryton      | Josef Škarka               |
| Autor                               | tenor        | Marek Olbrzymek            |
| Úředník                             | tenor        | Josef Moravec              |
| Tajemník                            | tenor        | Josef Moravec              |
| Ředitel                             | baryton      | David Nykl                 |
| Polní hlídka                        | baryton      | Tomáš Kura                 |
| Vrátný                              | baryton      | Tomáš Kura                 |
| Policista                           | baryton      | Tomáš Kura                 |
| Prostořeká                          | soprán       | Michaela Šrůmová           |
| Táňa                                | mezzosoprán  | Kamila Mazalová            |
| První dělnice                       | soprán       | Eva Marie Gieslová         |
| Druhá dělnice                       | mezzosoprán  | Ivana Ambrúsová            |
| Třetí dělnice                       | alt          | Tetiana Hryha              |
| Lucifer                             | tenor        | Marek Olbrzymek            |
| Kristus                             | baryton      | Vojtěch Šembera            |
| Ariman                              | bas          | Josef Škarka               |
| Hlas v zákulisí zesílený mikrofonem | tenor        | …                          |
| Dělníci (smíšený sbor)              |              |                            |

## Děj opery

### 1. dějství
(1. obraz – Před továrnou) Dělníci mají přestávku a odpočívají na továrním dvoře. Žehrají na stroje, jimž jsou ve své práci poddáni: bezduchá hmota zotročuje jak jejich mysl, tak jejich těla, a řídí jejich pohyby, práci i život. Stejně tak reptají na rostoucí nezaměstnanost i na svou bezmoc vůči kapitálu – energii, jež dodává neživým věcem sílu a živé lidi žene do bídy a válek. Přesto sbírají odvahu a chtějí se vzepřít a vymoci si pracovní jistotu pro všechny. Na dvůr přichází úředník a vyzývá dělníky, aby vyslali za svou četu důvěrníky k rozhovoru s ředitelem továrny.
(2. obraz – Ředitelna. Dělnictvo na dvoře) Tajemník přijímá dva dělnické důvěrníky a přivádí je k řediteli. Ten jim sděluje, že je okolnostmi nucen jejich četu propustit. Důvěrníci sice vědí, že uváděné důvody jsou jen záminkou, ale nemohou činit nic jiného, než se rozhodnutí podrobit: veškerou moc totiž drží jejich páni.

### 2. dějství
(3. obraz – Kříž před pozadím planoucího slunce) Na kříži visí Kristus, pod ním vpravo Ariman, nad ním vlevo Lucifer – symboličtí zástupci dělnictva, byrokracie a kapitalistů. Ariman a Lucifer prosí Krista, aby je osvobodil od jejich těžkého a neblahého úkolu, a sám aby ukončil své utrpení. Ale podle Krista k tomu dosud nenastal čas, neboť lidé ještě neprohlédli; teprve až v něm objeví své poslání, bude je moci vysvobodit.
(4. obraz – Pole na předměstí) Nezaměstnaní dělníci hledají v polích potravu. Rozmlouvají s Intelektuálem a Táňou o lidské práci. Každý zastává své stanovisko, ale nakonec dospějí ke shodě, že práce hlavy ani práce rukou samy nic neznamenají, ba vedou lidstvo do jisté zkázy. Vysvobození je odepřeno kterémukoli jednotlivému člověku, jen všichni společně mohou dosáhnout cíle. Objeví se starý Písmák, který jim zvěstuje Krista: jeho Slovo a jeho vůle musí prostoupit mysl i svaly lidí, aby láska zvítězila. Pod vlivem jeho slov si dělníci uvědomují, že dokud dřeli v továrně, neměli pro svou práci možnost přemýšlet o Kristu; teprve nyní, bez zaměstnání, cítí, jak jim právo a láska chybí. Z duchovního prozření je vytrhuje polní stráž, která s posměšnými slovy o lásce hrubě vyhání nezaměstnané z obilí.
(5. obraz – Město, vlevo noclehárna nezaměstnaných, vpravo reklamní výklady s auty a jiným zbožím) Ve městě se nezaměstnaní shlukují před zářícími výklady s luxusním tovarem. Nablýskané automobily a voskové figuríny v nich mají střechu nad hlavou a jsou chráněny před chladem a deštěm, zatímco ti, kteří je svou prací stvořili, jsou na tom hůře než zvěř, jež má alespoň vlastní doupě, do kterého může zalézt. Policejní strážník srocení rozhání, protože se bojí bouří či plenění. Přichází Písmák a opět zvěstuje Kristovo poselství.

### 3. dějství
(6. obraz – Ředitelna. Nezaměstnaní na dvoře) Ředitel se ve své kanceláři raduje z toho, že byl jmenován předsedou průmyslových svazů, současně se však bojí nezaměstnaných dělníků, kteří se shromáždili před továrnou. Hrozí revoluce, jež by mohla znamenat zánik kapitálu. Ředitel si zve dělnického důvěrníka, kterého zná jako vynalézavého a uplatitelného člověka. Ten mu radí, jak získat dělnickou přízeň a obrátit jejich zlobu proti dělníkům jiných národů ve válce. Ředitel je nadšen a slibuje dělnickému zástupci podíl na zisku a moci.
(7. obraz – Theatrum mundi) Na jevišti vede Autor dialog s postavami o tom, jak zápletku vyřešit. Dělníci ho vyzývají: „Co s námi ještě na jevišti! Napínavě skonči!“ Autor jim nabízí prostě umřít hlady, což je však příliš nedivadelní, nebo naopak krvavou katastrofu, což se postavám rovněž nelíbí. Poté navrhne naopak překvapivý happy end – výhru v loterii, nebo poslat všechny dělníky do země Sovětů. Ale postavy i tato řešení odmítají: je třeba vyřešit problém pro celý svět, ne pro pár jedinců nebo i jen pro šestinu světa. Přichází Písmák a cituje z Bible věty o tom, že na počátku bylo Slovo. Jeviště zahrne mlha, na obzoru se zjeví kříž na pozadí slunce. Autor se ptá: „Co žádáte od umělce? Nemohu vám prospět přímo.“ Sbor odpovídá: „Jeden za všechny a všichni za jednoho. Vnukni lidstvu, ať nás překonává činem prozíravějším a lepším. […] Kristus v nás a na zemi jeho Království.“